# ON and ON (TEMPESTのアルバム)
『ON and ON』（オン・アンド・オン）は、2022年11月22日に発売された韓国の男性アイドルグループ・TEMPESTの3rdミニ・アルバム。

## 解説
『SHINING UP』より約3ヶ月ぶりのカムバックである。
タイトル曲「Dragon (飛上)」は「天高く舞い上がる龍の姿を“夢”になぞる」という意味が込められている。
アルバム発売日にタイトル曲「Dragon (飛上)」のミュージックビデオを公開。
アルバム発売の初日で初動売上枚数がキャリアハイを達成し、iTunesのトップアルバムチャートではベトナムとデンマークの2ヶ国で1位を記録した。
11月30日、MBC『SHOW CHAMPION』にて、タイトル曲『Dragon (飛上)』でデビュー後初の音楽番組1位を獲得した。

## 収録曲
1. Taste The Feeling
  - 作詞：조이아(MUMW), 72
  - 作曲：Alex Karlsson(JeL), Gabriel Brandes, Matt Thomson(Arcades), Max Graham(Arcades), James F Reynolds
  - 編曲：Arcades
2. Dragon (飛上)
  - 作詞：이지원(MUMW), Y0UNG, 72, 이의웅, 송재원
  - 作曲：Minit, Will Not Fear, Holynn, 종한(JONGHAN), Untell, PULLIK(박준호)
  - 編曲：Minit, Will Not Fear
3. Loving Number
  - 作詞：정비산(MUMW), 72, 이의웅, 송재원
  - 作曲：CALi, 정윤(153/Joombas), Xlimit, 구정찬
  - 編曲：정윤(153/Joombas), 구정찬
4. Raise Me Up
  - 作詞：OUOW, Billy Carvin(PNP), th!nk, 송재원
  - 作曲：OUOW, Billy Carvin(PNP), th!nk, 우재
  - 編曲：OUOW, 우재